# Provinz Shiribeshi

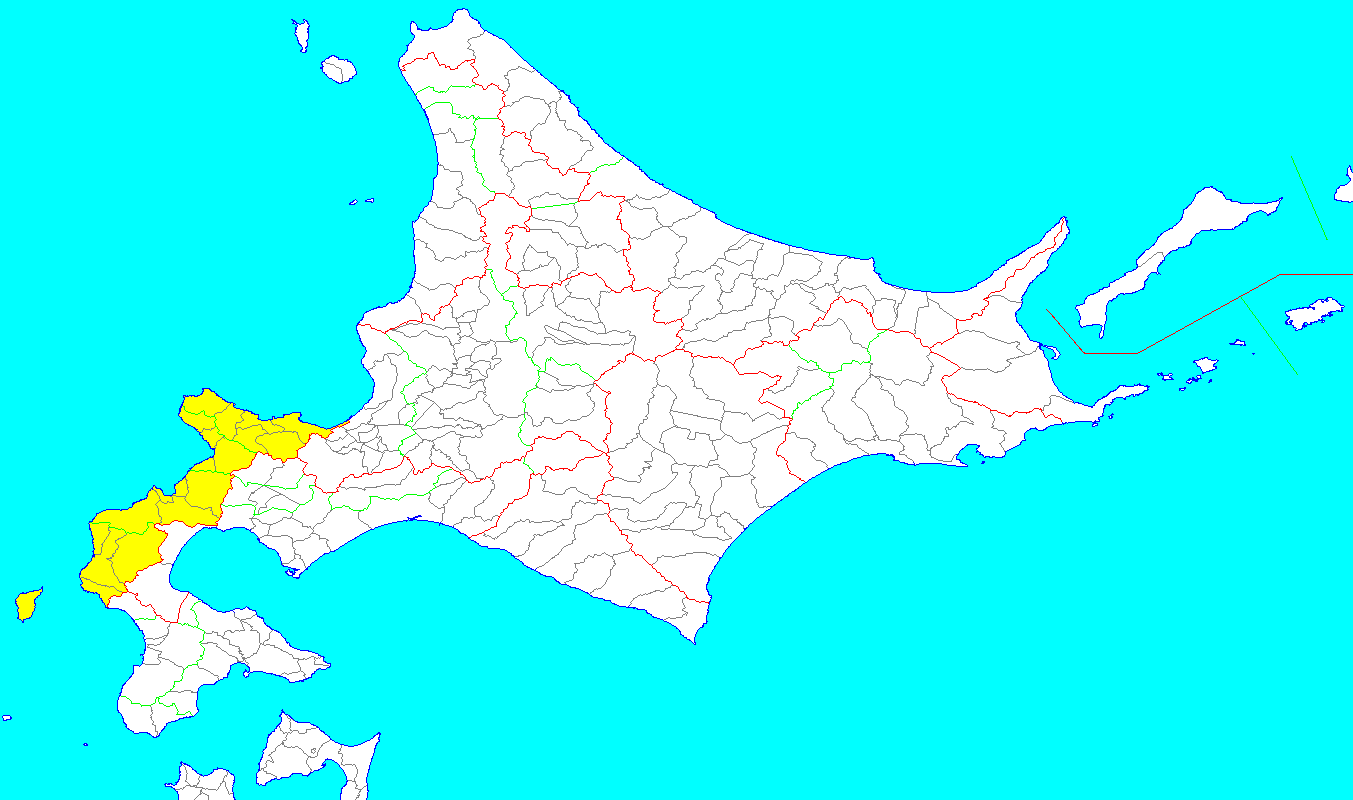
Provinz Shiribeshi

Shiribeshi (jap. 後志国, Shiribeshi no kuni) war eine kurzlebige Provinz Japans auf der Insel Hokkaidō. Ihr Gebiet entspricht der heutigen Unterpräfektur Shiribeshi (ohne Landkreis Abuta) sowie dem Nordteil der Unterpräfektur Hiyama.

## Geschichte
Am 15. August 1869 wurde die 17 Landkreise (郡, gun) umfassende Provinz Shiribeshi gegründet, zusammen mit den anderen Provinzen Hokkaidōs. Die Volkszählung von 1872 ergab 19.098 Einwohner (Japaner, ohne die einheimischen Ainu). Im Jahr 1882 schaffte die Zentralregierung die Provinzen in Hokkaidō ab.

## Landkreise
Die Provinz Shibeshi umfasste folgende Landkreise (gun):
- Bikuni (美国郡) aufgelöst 30. September 1956 als die Stadt Bikuni in Shakotan eingemeindet wurde
- Furubira (古平郡)
- Furū (古宇郡)
- Isoya (磯屋郡, später 磯谷郡)
- Iwanai (岩内郡)
- Kudō (久遠郡)
- Okushiri (奥尻郡)
- Futoru (太櫓郡) aufgelöst 1. April 1955, als das Dorf Futoru mit der Stadt Tōsetana aus dem Distrikt Setana zur Stadt Kitahiyama zusammengelegt wurde
- Oshoro (忍路郡) aufgelöst 1. April 1958, als das Dorf Shioya in Otaru eingemeindet wurde
- Otaru (小樽郡) aufgelöst 1. September 1940, als die Gemeinde Asato in Otaru eingemeindet wurde
- Setana (瀬棚郡)
- Shakotan (積丹郡)
- Shimamaki (島牧郡)
- Suttsu (寿都郡)
- Takashima (高島郡) aufgelöst 1. September 1940, als die Stadt Takashima in Otaru eingemeindet wurde
- Utasutsu (歌棄郡) aufgelöst am 15. Januar 1955, als das Dorf Utasutsu in die Stadt Suttsu im gleichnamigen Distrikt eingemeindet wurde; die Gemeinde Neppu wurde mit Kuromatsunai und einem Teil von Tarukishi zur Gemeinde Sanwa (heute die Stadt Kuromatsunai) zusammengelegt.
- Yoichi (余市郡)